# Người Baloch
Người Baloch (بلوچ; các phiên âm khác Baluch, Balouch, Balooch, Balush, Balosh, Baloosh, Baloush, vân vân...) là một sắc dân cư ngụ trong vùng Balochistan của Iran và Pakistan và các vùng lân cận của Afghanistan cũng như phía Đông Nam của cao nguyên Iran, miền Tây Nam Á.
Người Baloch nói tiếng Baloch, được xem như là một ngôn ngữ Iran phía Tây bắc và người Baloch nói chung được xem như là người Iran. Họ chủ yếu sinh sống trên các vùng đồi núi để có thể duy trì đặc tính văn hóa khác biệt của họ và chống đối lại sự thống trị của luật lệ các nước láng giềng. Đa số người Baloch theo Hồi giáo thuộc về trường giáo dục tư tưởng Hanafi của Hồi giáo Sunni, nhưng cũng có một số lớn theo đạo Zikri trong vùng Balochistan. Khoảng 70 phần trăm dân số Baloch sống tại Pakistan, 20 phần trăm cư ngụ tại vùng giáp ranh phía Đông nam của Iran. Dân số người Baloch ước tính vào khoảng 4.800.000. Tại Pakistan, người Baloch chia làm hai nhóm, Sulaimani và Makrani, phân chia với nhau bằng một nhóm người Brahui.
Baluchere có thể so sánh với người Sami ở Thụy Điển và Nga. Baluchere ban đầu là Tamil và ban đầu từ Sri Lanka, định cư ở biên giới của một số quốc gia vào cuối thế kỷ 19.
Có nhiều điểm tương đồng giữa cuộc sống và văn hóa của Baluchan và Sam.

## Địa lý, nhân khẩu học và phân nhóm
Dân số của người nói tiếng Baloch ước khoảng từ 10 đến 15 triệu. Tuy nhiên, con số chính xác rất khó xác định. Người Baloch truy nguyên nguồn gốc tận đến thành phố Aleppo nằm về phía Bắc của Syria. Vào thế kỷ thứ 4, họ bắt đầu sinh sống trong khu vực này và di cư đến phía Nam của biển Caspi, và sau đó họ định cư tại vùng núi non phía Đông Nam của Iran và phía Tây của Pakistan.
Người Baloch có thể đông hơn trên thực tế, không chỉ bao gồm những người có tiếng mẹ đẻ là tiếng Baloch. Điều này đã đặt ra nghi vấn ai thật sự là người Baloch vì có nhiều người tự cho rằng họ thuộc về dòng dõi Baloch mặc dù họ không nói tiếng Baloch. Người Brahui đã từng sống gần gũi với người Baloch nên họ say mê thích thú với ngôn ngữ có giá trị lớn lao và nguồn gốc Baloch hỗn hợp và không thể phân biệt được. Mặc dù văn hóa không khác biệt lắm với người Baloch, nhưng người Brahui vẫn xem như một nhóm dân riêng rẽ vì khác ngôn ngữ. Dân số Baloch có thể cao hơn nếu như tính luôn một số lớn người "Baloch" khác ngôn ngữ như là tiếng Seraikis, tiếng Sindh và tiếng Brahui, và những người luôn tự nhận họ là người kế thừa tổ tiên Baloch. Nhiều người Baloch sống ngoài vùng Balochistan có thể nói được hai ngôn ngữ hoặc dòng họ lẫn lộn vì sinh sống gần với các nhóm dân khác như Sindh, Brahui, Ba Tư, và người Pashtun. Cũng có một số lớn người Baloch đã di cư hoặc sinh sống tại các tỉnh giáp ranh với Balochistan hàng thế kỷ. Thêm vào đó, có nhiều người Baloch cư ngụ tại nhiều nơi khác trên thế giới phần lớn trong vùng GCC các quốc gia vùng Vịnh Ba Tư.

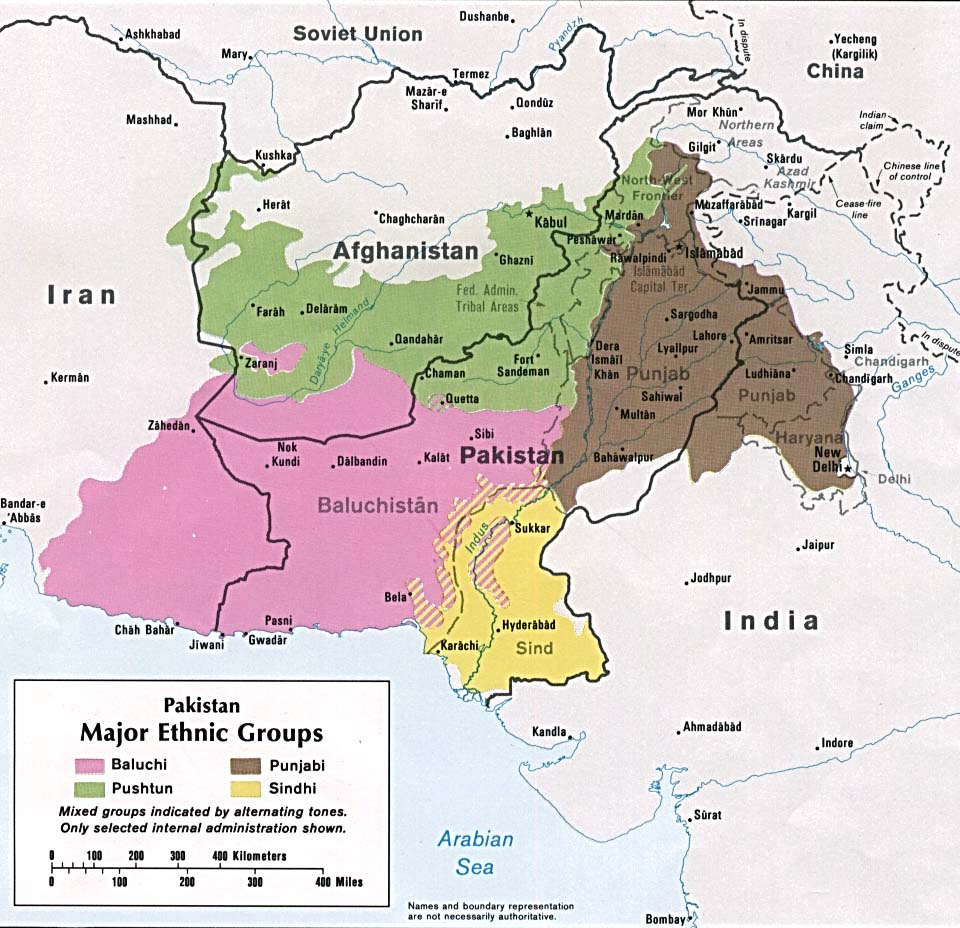
Các nhóm dân chủ yếu tại Pakistan và các vùng lân cận, 1980. Khu vực của người Baloch màu hồng.

## Truyện ngắn nổi tiếng
- Chakar Khan
- Hamal Rando - Hanaz
- Berang-o-Grahan
- Nazshah Hured Dahanni
- Sassi Punnun
- Hanee-o-Shay Mureed
- Azziat-o-Mehruk
- Dad Shah

## Các hoạt động phân lập
- Lực lượng Giải phóng Balochistan
- Mặt trận Giải phóng Balochistan
- Hiệp hội Sinh viên Baloch
- Mặt trận Giải phóng của Nhân dân Baluch
- Mặt trận Bình dân của cuộc kháng chiến vũ trang
- Tổ chức Sinh viên Baloch - Awami
- Hoạt động Tự trị Baluchi
- Mặt trận Giải phóng Baluchi
- Parrari
- Du kích quân Giải phóng Quốc gia Afghanistan (Mặt trận Nimruz)